# Луиджи Кадорна (лек крайцер, 1931)
Луиджи Кадорна (на италиански: Luigi Cadorna) е лек крайцер на италианския флот от времето на Втората световна война. Главен кораб на серията крайцери „Луиджи Кадорна“.

## История на службата
От момента на спускането му на вода през 1933 г. крайцерът носи службата си в териториалните води на Италия. В годините на Гражданската война той осигурява превоза на припаси и подкрепления за фалангистите, през април 1939 г. участва в нахлуването на италианските войски в Албания. От момента на влизането на Италия във Втората световна състои в 4-ти крайцерски дивизион: първата си задача „Луиджи Кадорна“ започва да изпълнява на 9 юни 1940 г., която е поставянето на минни заграждения близо до остров Лампедуза.
След месец „Луиджи Кадорна“ участва в боя при Калабрия: за разлика от своя кораб-близнак „Армандо Диас“, той избягва попадения от торпеда и авиобомби, оказвайки помощ на пострадалия си близнак. Но поради слабостите в конструкцията и прекалено тънката си броня крайцерът е изпратен в резерва на 12 февруари 1941 г., като е изваден оттам едва след изостряне на ситуацията в Средиземноморието и началото на масираните атаки над северноафриканските конвои. „Луиджи Кадорна“ основно прехваща британските конвои, плаващи за Малта. През декември 1941 г. крайцера влиза в състава на един конвой, превозващ гориво и припаси за Либия.
През януари 1942 г. той е преведен в Пола, бидейки преоборудван на учебен кораб. На 14 юни 1943 г. се връща в основния състав на флота в 8-ми крайцерски дивизион. От 24 до 30 юни прехвърля войски в Албания, на 3 юли се насочва за Таранто. През август „Луиджи Кадорна“ поставя пет минни заграждения в залива на Таранто за отбраната на града. След капитуацията на Италия крайцерът се насочва за Малта към 9 септември за предаването му на съюзниците, на 14 септември е интерниран в Александрия.
През октомври „Луиджи Кадорна“ се връща в Таранто, до края на войната се използва като транспортен съд за превоз и разоръжаване на италианските войски. На 10 февруари 1947 г., съгласно мирния договор между съюзниците и Италия, крайцерът е съхранен в състава на ВМС на Италия, но поради своето старо оборудване се използва изключително за учебни цели. Предаден е за скрап през май 1951 г.

## Коментари
1. ↑  Всички данни са към юни 1940 г.